# Perú en los Juegos Olímpicos de Berlín 1936
Perú estuvo representado en los Juegos Olímpicos de Berlín 1936 por un total de 40 deportistas masculinos que compitieron en 8 deportes.
El equipo olímpico peruano no obtuvo ninguna medalla en estos Juegos.